# Richterwohnhaus Bahnhofstraße 54

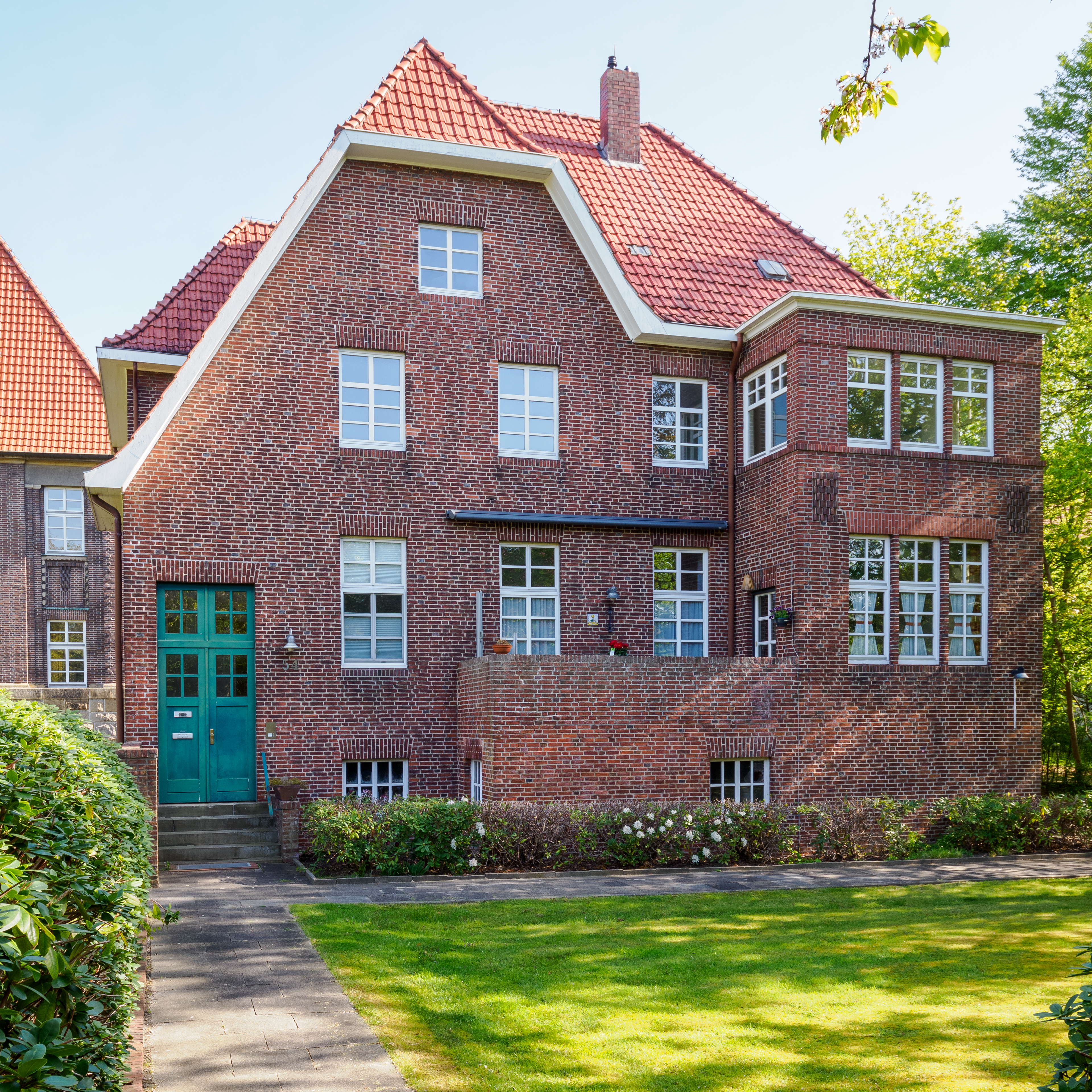
Richterwohnhaus Bahnhofstrasse 54 in Nordenham

Das ehemalige Richterwohnhaus Bahnhofstraße 54, bzw.  Finanzamt, im niedersächsischen Nordenham im Landkreis Wesermarsch stammt vom Anfang des 20. Jahrhunderts.
 Aktuell (2023) wird es vom Amtsgericht genutzt.
Das Gebäude steht unter Denkmalschutz (siehe auch Liste der Baudenkmale in Nordenham).

## Beschreibung
Das zweigeschossige verklinkerte Gebäude auf Sockel mit Krüppelwalmdach, dem rechten Anbau mit Flachdach, dem seitlichen Giebelrisalit und den rechteckigen Fenstern wurde um 1910 gebaut. Es diente als Finanzamt und dann als Wohnhaus für Richter am benachbarten Amtsgericht Nordenham.

Der Verein Straffälligenhilfe für den Landkreis Wesermarsch hat hier seinen Sitz.
Das Landesdenkmalamt befand zur Bedeutung: „… geschichtlich, wissenschaftlich …“